# Dreamhack

DreamHack este cel mai mare festival al calculatoarelor, o întrunire a pasionaților de jocuri în rețea ce aduce concerte live și artă digitală în mediul sporturilor electronice. Are 2 ediții pe an în Jönköping, Suedia și dețne recordul mondial (recunoscut de Guinness Book of Records și Twin Galaxies) ca "cel mai mare LAN party și festival al calculatoarelor, cea mai rapida viteză de internet și recordul pentru cel mai mare trafic generat pe internet.. Recordul conexiuni la internet a fost doborât în 2012 de către al doilea cel mai mare festival al calculatoarelor din lume: The Gathering în Norvegia.
În anul 2007, fondatori Dreamhack au primit o diplomă de onoare din partea municipalități Jönköping pentru rolullor în dezvoltarea afacerilor, educație și societății din regiunea respectivă. 

## În România

### Dreamhack București
Organizat anual începând cu 2012, de către PGL DreamHack București a adus în România cei mai buni jucători profesioniști din întreaga lume.

În decursul evenimentului au existat atât competiții profesionale cât și pentru amatori de Starcraft 2, League of Legends, Hearthstone, DOTA 2, CS:GO.
Locația Sala Polivalenta fiind umplută cu peste 20.000 de oameni, meciurile adunând peste 1,6 milioane de vizualizari, iar evenimentul a fost acoperit în întreaga lume de aproximativ 300 de jurnaliști acreditați..

### Dreamhack Cluj - Napoca 2015
În anul 2015, evenimentul Dreamhack s-a întors pe scena din România, la noua Sală Polivalentă din Cluj - Napoca. Evenimentul a avut cel mai mare prize-pool pentru o competiție de Counter-Strike: Global Offensive până la acel moment, mai exact 250.000$. Evenimentul de tip LAN a găzduit 16 dintre cele mai mari echipe din e-sports, concurând pentru marele premiu de 100.000$. Concursul a fost câștigat de Team EnVyUs, în fața audienței din Sala Polivalentă.